# 加治佐俊一
加治佐 俊一（かじさ しゅんいち、1959年 - ）は日本の実業家。元マイクロソフトディベロップメント代表取締役社長、日本マイクロソフト業務執行役員、同最高技術責任者。社長就任時は総務省外郭団体の役員などもしていたが、2015年10月現在、担当ポストは存在しない。鹿児島県出身。大阪大学卒業後、リコーを経て1989年にマイクロソフトに入社した。2015年3月にマイクロソフトディベロップメント株式会社社長を退任した後、日本マイクロソフトの技術顧問となり9月末を以て退社した。